# Korpusówka
„Korpusówka” – potoczna nazwa oznaki korpusu osobowego w Wojsku Polskim i pozostałych służbach mundurowych.
W Wojsku Polskim, podobnie jak wielu innych armiach, członkowie poszczególnych korpusów osobowych noszą na mundurze oznaki oznaczające ich specjalność, zwane popularnie „korpusówkami” (tj. oznakami korpusów osobowych). Współcześnie polskie korpusówki wojskowe mają formę niewielkich (zwykle średnicy ok. 1,5 cm) wytłaczanych i oksydowanych znaczków metalowych, noszonych na patkach kurtki munduru wyjściowego i płaszcza. Liczba, nazewnictwo i rodzaje „korpusówek” wojskowych nie pokrywają się obecnie z przepisami prawnymi regulującymi politykę personalną w Wojsku Polskim i stanowią bardziej odzwierciedlenie tradycji wojskowych poszczególnych służb niż sytuacji prawnej. Nie są także jednolitym systemem oznaczania specjalności wojskowych, ale bywają również oznaką przynależności do określonych formacji wojskowych lub dodatkowym oznaczeniem stopnia wojskowego (dla generałów). Podobną do wojskowych formę mają korpusówki innych służb mundurowych (np. Straży Granicznej, Biura Ochrony Rządu, Państwowej Straży Pożarnej, Służbie Więziennej, itp.).

## Korpusówki wojskowe
| korpusy i grupy osobowe w wojsku                              | Oznaka korpusu osobowego | Oznaka korpusu osobowego |
| ------------------------------------------------------------- | ------------------------ | ------------------------ |
| wojska zmechanizowane                                         |                          |                          |
| strzelcy podhalańscy (do 1945)                                |                          |                          |
| strzelcy podhalańscy (po 1945)                                |                          |                          |
| 11 Karpacka Dywizja Piechoty                                  |                          |                          |
| wojska pancerne                                               |                          |                          |
| wojska lotnicze (personel latający)                           |                          |                          |
| wojska lotnicze (personel naziemny)                           |                          |                          |
| infrastruktura (dawniej: służba zakwaterowania i budownictwa) |                          |                          |
| wojska inżynieryjne                                           |                          |                          |
| służba komunikacji wojskowej                                  |                          |                          |
| wojska samochodowe                                            |                          |                          |
| logistyka (dawniej: służby kwatermistrzowskie)                |                          |                          |
| administracja wojskowa                                        |                          |                          |
| służba meteorologiczna                                        |                          |                          |
| służba topograficzna                                          |                          |                          |
| wojska łączności                                              |                          |                          |
| wojska radiotechniczne                                        |                          |                          |
| służba informatyki                                            |                          |                          |
| służba uzbrojenia i elektroniki                               |                          |                          |
| wojska rakietowe i artyleria                                  |                          |                          |
| wojska chemiczne                                              |                          |                          |
| wojskowa służba zdrowia                                       |                          |                          |
| służba weterynaryjna                                          |                          |                          |
| służba sprawiedliwości i obsługi prawnej (do 2013)            |                          |                          |
| Żandarmeria Wojskowa                                          |                          |                          |
| duszpasterstwo wojskowe (do 1996)                             |                          |                          |
| duszpasterstwo rzymskokatolickie                              |                          |                          |
| duszpasterstwo prawosławne                                    |                          |                          |
| duszpasterstwo ewangelickie                                   |                          |                          |
| wojskowe zespoły artystyczne                                  |                          |                          |
| korpus generałów (wersja metalowa)                            |                          |                          |
| Wojskowa Służba Wewnętrzna (do 1990)                          |                          |                          |
| piechota (do 1960)                                            |                          |                          |
| artyleria (do 1960)                                           |                          |                          |
| służba uzbrojenia (do 1960)                                   |                          |                          |
| wojska inżynieryjne i saperzy (do 1960)                       |                          |                          |
| wojska lotnicze (do 1960)                                     |                          |                          |
| wojska samochodowe (do 1960)                                  |                          |                          |
| wojska kolejowe (do 1960)                                     |                          |                          |
| wojska łączności (do 1960)                                    |                          |                          |
| służby kwatermistrzowskie (do 1960)                           |                          |                          |
| bataliony budowlane (do 1960)                                 |                          |                          |
| wojska pontonowe (do 1960)                                    |                          |                          |
| służba zdrowia (do 1960)                                      |                          |                          |
| służba weterynaryjna (do 1960)                                |                          |                          |
| sądownictwo wojskowe (do 1960)                                |                          |                          |
| Wojskowa Służba Wewnętrzna (do 1960)                          |                          |                          |
| orkiestry wojskowe (do 1960 r.)                               |                          |                          |

## Korpusówki niewojskowych formacji mundurowych
| Instytucja                                 | Oznaka |
| ------------------------------------------ | ------ |
| Wojska Ochrony Pogranicza, Straż Graniczna |        |
| Państwowa Straż Pożarna                    |        |
| Służba Więzienna                           |        |
| Biuro Ochrony Rządu                        |        |
| Straż Miejska                              |        |
| Straż Gminna                               |        |
| Straż Przemysłowa (do 1995 r.)             |        |

### Korpusówki Policji
| służby Policji                                                                                                  | naszywka na kołnierzu munduru | naszywka na rękawie |
| --- | ----------------------------- | ------------------- |
| służba kryminalna                                                                                               |                               |                     |
| służba wspomagająca Wyższa Szkoła Policji i ośrodki szkolenia policji (od 1995 r.) policja lokalna (do 1995 r.) |                               |                     |
| oddziały prewencji i antyterrorystyczne                                                                         |                               |                     |
| służba prewencji                                                                                                |                               |                     |
| służba ruchu drogowego                                                                                          |                               |                     |
| policja sądowa                                                                                                  |                               |                     |
| Centralne Biuro Śledcze (od 2000 r.) Centralne Biuro Śledcze Policji (od 2014r.)                                |                               |                     |
| Służba kontrterrorystyczna (od 2018 r.)                                                                         |                               |                     |
| Służba spraw wewnętrznych (od 2018 r.)                                                                          |                               |                     |
| nadinspektor i generalny inspektor policji (do 1995 r.)                                                         |                               |                     |
| inne służby policji (do 1995 r.)                                                                                |                               |                     |
| policja kolejowa (do 1995 r.)                                                                                   |                               |                     |
| orkiestra policyjna (do 1995 r.)                                                                                |                               |                     |
| służba lotniskowa (do 1995 r.)                                                                                  |                               |                     |
| policja wodna (do 1995 r.)                                                                                      |                               |                     |
| metalowa „palemka” MO (do 1990 r.)                                                                              |                               |                     |
| patka kołnierzowa szeregowych i podoficerów MO (do 1990 r.)                                                     |                               |                     |
| patka kołnierzowa chorążych i oficerów MO (do 1990 r.)                                                          |                               |                     |

W Policji występują trzy rodzaje służb, tj. służba kryminalna obejmująca piony: operacyjno-rozpoznawczy, dochodzeniowo-śledczy, techniki kryminalistycznej i techniki operacyjnej, służba prewencji (w tym ruchu drogowego) oraz służba logistyczna zapewniająca środki do realizacji zadań służbom kryminalnym i prewencji (zaopatrzenie, łączność, kadry, finanse itp.). Na polskich mundurach policyjnych noszone są w patkach kurtek mundurowych oraz na rękawach mundurów podobne oznaczenia, ale wytłaczane w tkaninie. Są one nazywane oznakami służb policyjnych i pełnią podobną rolę jak „korpusówki” wojskowe. Ich wzory, rodzaje i sposób noszenia reguluje Rozporządzenie Ministra Spraw Wewnętrznych i Administracji z dnia 30 listopada 2001 r. w sprawie umundurowania policjantów (Dz. U. z dnia 15 stycznia 2002 r.). Obecne formy graficzne znaków służb policyjnych zostały wprowadzone podobnym rozporządzeniem z 1991 r. Do 1995 r. policje specjalistyczne (kolejowa, wodna, itp.) miały specjalne oznaczenia na mundurach. W policji II Rzeczypospolitej i Milicji Obywatelskiej w PRL na patkach kurtek mundurowych noszono metalowe „palemki”.
Korpusówkami nie są natomiast oznaczenia hierarchii służbowej noszone na patkach lub wyłogach mundurów, takie jakie noszą górnicy, leśnicy, członkowie Ochotniczej Straży Pożarnej, kolejarze (choć w tym ostatnim przypadku barwna podkładka stopnia służbowego oznacza także rodzaj służby kolejarskiej).
Forma i sposób noszenia „korpusówek” zmieniały się w czasie, są one także rozmaite w poszczególnych armiach i służbach mundurowych. Wykształciły się one z tzw. barw mundurowych, tj. dawnych tradycyjnych oznaczeń rodzaju służby wojskowej, zaznaczanej odrębną barwą munduru lub jego barwnym elementem. W Wojsku Polskim barwne oznaki rozpoznawcze wprowadzono w okresie Księstwa Warszawskiego. Dobierano je z dużą dbałością kolorystyki mundurów (lub jego elementów) dla poszczególnych rodzajów broni i oznaczano odrębność specjalistów wojskowych i pododdziałów, a także ściśle przestrzegano wszelkich uregulowań w tym zakresie. Wyrazistość tych elementów, a także różnorodność kolorystyczna mundurów zniknęły w końcu XIX w., z chwilą wprowadzania do armii różnych krajów umundurowania w barwach maskujących (khaki, feldgrau i innych). Pozostałością dawnych barw mundurowych w Wojsku Polskim są barwne otoki czapek garnizonowych (w większości takie same jak w mundurach WP do 1939 r.), apaszki do mundurów polowych i różne barwy beretów. Graficzne oznaki rodzajów wojsk i służb (początkowo noszone na rękawie) pojawiły się w międzywojennym Wojsku Polskim (wojska lotnicze, balonowe, drużyny ciężkich karabinów maszynowych i inne), a oficerowie wychowawczy WP nosili haftowane bajorkiem pióro na kołnierzu.
Wzory, zasady i sposoby noszenia poszczególnych oznak zostały określone w „Przepisach ubiorczych żołnierzy WP”, wprowadzonych po raz pierwszy w 1949. Początkowo miały one dość niejednolity wygląd, gdyż były wyrabiane w różnych zakładach produkcyjnych, z użyciem różnych materiałów i technologii. W latach 1952, 1960, 1971 były one uzupełnianie i nowelizowane, aż do obowiązujących obecnie, opublikowanych w 1995.
W Polsce metalowe oznaki korpusów zaczęto wprowadzać do umundurowania po zmianie kroju munduru wojskowego w 1952. Zrezygnowanego wtedy z niewygodnego, stojącego kołnierza kurtki i wprowadzono oznaki wpinane na szpilce w patkę kurtki munduru wyjściowego. W 1960 zmieniono wzory wielu oznak korpusów i wprowadzono oznaki z nakrętką, wpinane w kołnierz płaszcza i kurtki wyjściowej, które nosili żołnierze zawodowi oraz podchorążowie. Były one wykonywane najpierw w Mennicy Państwowej, później także w innych zakładach. Od tego czasu wzory „korpusówek” były względnie stałe, uzupełnianie co pewien czas nowymi rodzajami, zgodnie z potrzebami sił zbrojnych.
W latach 1986–1989, obok oznak korpusów osobowych, zostały wprowadzone oznaki rozpoznawcze rodzajów wojsk i służb noszone przez wszystkich żołnierzy Ludowego Wojska Polskiego na prawym rękawie kurtek galowych, wyjściowych i służbowych oraz płaszczach.
Ponieważ tradycyjne oznaczenia korpusów w Wojsku Polskim nie różnią się znacząco od kilkudziesięciu lat, stąd forma graficzna „korpusówek” wojskowych przeniknęła do wielu innych znaków graficznych, mających symbolizować określone umiejętności. „Korpusówki” są przedmiotem badań falerystyki i munduroznawstwa oraz atrakcyjnym obiektem zbiorów kolekcjonerskich.